# Rhea Seehorn
Rhea Seehorn, född 12 maj 1972 i Virginia Beach, Virginia, USA, är en amerikansk skådespelerska, mest känd för rollen som Kim Wexler i TV-serien Better Call Saul. För denna roll har Seehorn belönats med två Satellite Awards för Bästa kvinnliga biroll i en TV-serie, miniserie eller TV-film.

## Filmografi (i urval)
- 1997 – Uppdrag: mord (TV-serie)
- 2006 – The Shaggy Dog
- 2007 – Trist, herr minister (TV-serie)
- 2009 – Dollhouse (TV-serie)
- 2009–2019 – American Dad! (TV-serie) (röst)
- 2010 – Burn Notice (TV-serie)
- 2010 – The Closer (TV-serie)
- 2013 – Family Guy (TV-serie) (röst)
- 2014 – House of Lies (TV-serie)
- 2015–2022 – Better Call Saul (TV-serie)
- 2018 – Law & Order: Special Victims Unit (TV-serie)
- 2018 – Roseanne (TV-serie)
- 2018 – Robot Chicken (TV-serie) (röst)
- 2019 – Veep (TV-serie)
- 2019 – The Act (TV-serie)
- 2023–2024 – Invincible (TV-serie)
- 2024 – Bad Boys: Ride or Die
- 2025 – Win or Lose (TV-serie)
- 2025 – Pluribus (TV-serie)